# The Taking of Pelham 123 (2009)
The Taking of Pelham 1 2 3 is een Amerikaanse actie-thriller uit 2009 onder regie van Tony Scott. De film is een remake van The Taking of Pelham One Two Three uit 1974 en de televisiefilm The Taking of Pelham One Two Three uit 1998.

## Verhaal
Een groep terroristen onder leiding van Ryder kaapt de New Yorkse metro Pelham 1 2 3 en eist een enorme som losgeld, namelijk 10 miljoen dollar. Ryder wil dit bedrag binnen een uur in zijn bezit hebben, anders zal er elke minuut na de deadline een passagier sterven. Toezichthouder Walter Garber probeert met zijn kennis over de metro de criminelen om de tuin te leiden, maar heeft zelf geen idee welke vluchtroute zij in gedachten hebben.

## Rolverdeling
| Acteur               | Personage                 |
| -------------------- | ------------------------- |
| Denzel Washington    | Walter Garber             |
| John Travolta        | Ryder                     |
| Luis Guzmán          | Phil Ramos                |
| Victor Gojcaj        | Bashkin                   |
| Robert Vataj         | Emri                      |
| John Turturro        | Camonetti                 |
| Michael Rispoli      | John Johnson              |
| Ramon Rodriguez      | Delgado                   |
| James Gandolfini     | Burgemeester              |
| John Benjamin Hickey | Vice-burgemeester LaSalle |
| Alex Kaluzhsky       | George                    |
| Gbenga Akinnagbe     | Wallace                   |